# Seria GP2 – Nürburgring 2013
Runda GP2 na torze Nürburgring – szósta runda mistrzostw serii GP2 w sezonie 2013.

## Wyniki

### Sesja treningowa
| Nr | Kierowca     | Konstruktor       | Czas     | Okr. |
| -- | ------------ | ----------------- | -------- | ---- |
| 22 | Robin Frijns | Hilmer Motorsport | 1:39,838 | 14   |

### Kwalifikacje
Źródło: Autosport
| Poz. | Nr | Kierowca            | Konstruktor          | Czas     | Poz. s. |
| ---- | -- | ------------------- | -------------------- | -------- | ------- |
| 1    | 2  | Stéphane Richelmi   | DAMS                 | 1:38,487 | 1       |
| 2    | 1  | Marcus Ericsson     | DAMS                 | 1:38,763 | 2       |
| 3    | 22 | Robin Frijns        | Hilmer Motorsport    | 1:38,804 | 3       |
| 4    | 6  | Mitch Evans         | Arden International  | 1:38,848 | 4       |
| 5    | 9  | Felipe Nasr         | Carlin               | 1:38,897 | 5       |
| 6    | 8  | Fabio Leimer        | Racing Engineering   | 1:38,997 | 6       |
| 7    | 26 | Adrian Quaife-Hobbs | MP Motorsport        | 1:39,006 | 7       |
| 8    | 3  | James Calado        | ART Grand Prix       | 1:39,018 | 8       |
| 9    | 11 | Sam Bird            | Russian Time         | 1:39,089 | 9       |
| 10   | 12 | Tom Dillmann        | Russian Time         | 1:39,186 | 10      |
| 11   | 10 | Jolyon Palmer       | Carlin               | 1:39,193 | 11      |
| 12   | 24 | René Binder         | Venezuela GP Lazarus | 1:39,243 | 12      |
| 13   | 18 | Stefano Coletti     | Rapax                | 1:39,274 | 13      |
| 14   | 15 | Alexander Rossi     | Caterham Racing      | 1:39,320 | 14      |
| 15   | 25 | Fabrizio Crestani   | Venezuela GP Lazarus | 1:39,374 | 15      |
| 16   | 23 | Jon Lancaster       | Hilmer Motorsport    | 1:39,379 | 16      |
| 17   | 14 | Sergio Canamasas    | Caterham Racing      | 1:39,465 | 17      |
| 18   | 27 | Daniël de Jong      | MP Motorsport        | 1:39,503 | 18      |
| 19   | 5  | Johnny Cecotto Jr.  | Arden International  | 1:39,723 | 19      |
| 20   | 17 | Rio Haryanto        | Barwa Addax          | 1:39,780 | 20      |
| 21   | 20 | Nathanaël Berthon   | Trident Racing       | 1:39,792 | 21      |
| 22   | 4  | Daniel Abt          | ART Grand Prix       | 1:39,813 | 22      |
| 23   | 21 | Kevin Ceccon        | Trident Racing       | 1:39,876 | 23      |
| 24   | 7  | Julián Leal         | Racing Engineering   | 1:39,986 | 24      |
| 25   | 16 | Jake Rosenzweig     | Barwa Addax          | 1:40,064 | 25      |
| 26   | 19 | Simon Trummer       | Rapax                | 1:40,311 | 26      |
| Poz. | Nr | Kierowca            | Konstruktor          | Czas     | Poz. s. |

### Główny wyścig

#### Wyścig
Źródło: Wyprzedź Mnie!
| P                 | + / – | Nr | Kierowca            | Konstruktor          | Okr. | Czas / Strata                                   | Komentarz   |
| ----------------- | ----- | -- | ------------------- | -------------------- | ---- | ----------------------------------------------- | ----------- |
| 1                 | 1     | 1  | Marcus Ericsson     | DAMS                 | 32   | 1h00m16,988                                     |             |
| 2                 | 6     | 3  | James Calado        | ART Grand Prix       | 32   | +0:07,860                                       |             |
| 3                 | 10    | 18 | Stefano Coletti     | Rapax                | 32   | +0:14,915                                       |             |
| 4                 | 2     | 8  | Fabio Leimer        | Racing Engineering   | 32   | +0:15,061                                       |             |
| 5                 | 4     | 2  | Stéphane Richelmi   | DAMS                 | 32   | +0:15,119                                       |             |
| 6                 | 3     | 22 | Robin Frijns        | Hilmer Motorsport    | 32   | +0:15,272                                       |             |
| 7                 | 9     | 23 | Jon Lancaster       | Hilmer Motorsport    | 32   | +0:17,156                                       |             |
| 8                 | 2     | 12 | Tom Dillmann        | Russian Time         | 32   | +0:17,823                                       |             |
| 9                 | 4     | 9  | Felipe Nasr         | Carlin               | 32   | +0:24,265                                       |             |
| 10                | 9     | 5  | Johnny Cecotto Jr.  | Arden International  | 32   | +0:24,333                                       |             |
| 11                | 3     | 15 | Alexander Rossi     | Caterham Racing      | 32   | +0:26,797                                       |             |
| 12                | 5     | 14 | Sergio Canamasas    | Caterham Racing      | 32   | +0:27,221                                       |             |
| 13                | 4     | 11 | Sam Bird            | Russian Time         | 32   | +0:31,518                                       |             |
| 14                | 12    | 19 | Simon Trummer       | Rapax                | 32   | +0:31,592                                       |             |
| 15                | 3     | 27 | Daniël de Jong      | MP Motorsport        | 32   | +0:33,904                                       |             |
| 16                | 12    | 6  | Mitch Evans         | Arden International  | 32   | +0:34,142                                       |             |
| 17                | 4     | 20 | Nathanaël Berthon   | Trident Racing       | 32   | +0:36,142                                       |             |
| 18                | 2     | 17 | Rio Haryanto        | Barwa Addax          | 32   | +0:43,318                                       |             |
| 19                | 4     | 25 | Fabrizio Crestani   | Venezuela GP Lazarus | 32   | +0:45,117                                       |             |
| 20                | 8     | 24 | René Binder         | Venezuela GP Lazarus | 32   | +0:45,498                                       |             |
| 21                | 1     | 4  | Daniel Abt          | ART Grand Prix       | 32   | +0:58,723                                       |             |
| 22                | 2     | 7  | Julián Leal         | Racing Engineering   | 32   | +0:59,186                                       | [ a ]       |
| 23                | 2     | 16 | Jake Rosenzweig     | Barwa Addax          | 32   | +1:28,725                                       | [ a ] [ b ] |
| 24                | 13    | 10 | Jolyon Palmer       | Carlin               | 32   | +1:42,868                                       |             |
| Niesklasyfikowani |       |    |                     |                      |      |                                                 |             |
|                   |       | 21 | Kevin Ceccon        | Trident Racing       | 0    | kolizja z Abtem                                 |             |
|                   |       | 26 | Adrian Quaife-Hobbs | MP Motorsport        | 0    | nie ruszył z pola startowego/kolizja z Cecconem |             |
| P                 | + / – | Nr | Kierowca            | Konstruktor          | Okr. | Czas / Strata                                   | Komentarz   |

#### Najszybsze okrążenie
| Nr | Kierowca    | Konstruktor        | Czas     | Okr. |
| -- | ----------- | ------------------ | -------- | ---- |
| 7  | Julián Leal | Racing Engineering | 1:43,041 | 23   |

#### Premia za najszybsze okrążenie w TOP 10
| Nr | Kierowca        | Konstruktor | Czas     | Okr. |
| -- | --------------- | ----------- | -------- | ---- |
| 1  | Marcus Ericsson | DAMS        | 1:43.050 | 11   |

#### Prowadzenie w wyścigu
| Nr                              | Kierowca           | Okrążenia  | Suma |
| ------------------------------- | ------------------ | ---------- | ---- |
| 1                               | Marcus Ericsson    | 1-8, 28-32 | 11   |
| 12                              | Tom Dillmann       | 12-18      | 6    |
| 2                               | Stéphane Richelmi  | 1, 8-12    | 5    |
| 6                               | Mitch Evans        | 19-23      | 4    |
| 19                              | Simon Trummer      | 24-28      | 4    |
| 18                              | Stefano Coletti    | 18-19      | 1    |
| 5                               | Johnny Cecotto Jr. | 23-24      | 1    |
| \| Wykres \| \| ------ \| \| \| |                    |            |      |
| Wykres                          |                    |            |      |
|                                 |                    |            |      |

### Sprint

#### Wyścig
Źródło: Wyprzedź Mnie!
| P                                                     | + / – | Nr | Kierowca            | Konstruktor          | Okr. | Czas / Strata | Komentarz |
| ----------------------------------------------------- | ----- | -- | ------------------- | -------------------- | ---- | ------------- | --------- |
| 1                                                     | 1     | 23 | Jon Lancaster       | Hilmer Motorsport    | 24   | 42:37,655     |           |
| 2                                                     | 5     | 3  | James Calado        | ART Grand Prix       | 24   | +0:01,528     |           |
| 3                                                     | 2     | 8  | Fabio Leimer        | Racing Engineering   | 24   | +0:25,797     |           |
| 4                                                     | 5     | 9  | Felipe Nasr         | Carlin               | 24   | +0:27,527     |           |
| 5                                                     | 5     | 5  | Johnny Cecotto Jr.  | Arden International  | 24   | +0:32,336     |           |
| 6                                                     | 5     | 15 | Alexander Rossi     | Caterham Racing      | 24   | +0:34,479     |           |
| 7                                                     | 9     | 6  | Mitch Evans         | Arden International  | 24   | +0:34,751     |           |
| 8                                                     | 5     | 11 | Sam Bird            | Russian Time         | 24   | +0:36,635     |           |
| 9                                                     | 5     | 19 | Simon Trummer       | Rapax                | 24   | +0:40,088     |           |
| 10                                                    | 10    | 24 | René Binder         | Venezuela GP Lazarus | 24   | +0:40,237     |           |
| 11                                                    | 13    | 10 | Jolyon Palmer       | Carlin               | 24   | +0:41,402     |           |
| 12                                                    | 10    | 7  | Julián Leal         | Racing Engineering   | 24   | +0:42,434     |           |
| 13                                                    | 5     | 1  | Marcus Ericsson     | DAMS                 | 24   | +0:43,482     |           |
| 14                                                    | 4     | 17 | Rio Haryanto        | Barwa Addax          | 24   | +0:43,806     |           |
| 15                                                    | 2     | 20 | Nathanaël Berthon   | Trident Racing       | 24   | +0:43,979     |           |
| 16                                                    | 9     | 26 | Adrian Quaife-Hobbs | MP Motorsport        | 24   | 0:53,763      |           |
| 17                                                    | 5     | 14 | Sergio Canamasas    | Caterham Racing      | 24   | +0:54,039     | [ c ]     |
| 18                                                    | 3     | 4  | Daniel Abt          | ART Grand Prix       | 24   | +1:01,093     |           |
| 19                                                    | 13    | 18 | Stefano Coletti     | Rapax                | 24   | +1:09,152     |           |
| 20                                                    | 3     | 16 | Jake Rosenzweig     | Barwa Addax          | 24   | +1:19,684     | [ d ]     |
| 21                                                    | 2     | 25 | Fabrizio Crestani   | Venezuela GP Lazarus | 23   | +1 okr.       |           |
| Niesklasyfikowani                                     |       |    |                     |                      |      |               |           |
|                                                       |       | 12 | Tom Dillmann        | Russian Time         | 14   |               |           |
|                                                       |       | 22 | Robin Frijns        | Hilmer Motorsport    | 10   |               |           |
|                                                       |       | 27 | Daniël de Jong      | MP Motorsport        | 2    |               |           |
|                                                       |       | 2  | Stéphane Richelmi   | DAMS                 | 1    |               |           |
| Nie wystartowali / niedopuszczeni do ponownego startu |       |    |                     |                      |      |               |           |
|                                                       |       | 21 | Kevin Ceccon        | Trident Racing       |      |               |           |
| P                                                     | + / – | Nr | Kierowca            | Konstruktor          | Okr. | Czas / Strata | Komentarz |

#### Najszybsze okrążenie
| Nr | Kierowca          | Konstruktor          | Czas     | Okr. |
| -- | ----------------- | -------------------- | -------- | ---- |
| 25 | Fabrizio Crestani | Venezuela GP Lazarus | 1:41,626 | 14   |

#### Premia za najszybsze okrążenie w TOP 10
| Nr | Kierowca     | Konstruktor    | Czas     | Okr. |
| -- | ------------ | -------------- | -------- | ---- |
| 3  | James Calado | ART Grand Prix | 1:42,303 | 7    |

#### Prowadzenie w wyścigu
| Nr                              | Kierowca      | Okrążenia | Suma |
| ------------------------------- | ------------- | --------- | ---- |
| 23                              | Jon Lancaster | 1-24      | 23   |
| 12                              | Tom Dillmann  | 1         | 1    |
| \| Wykres \| \| ------ \| \| \| |               |           |      |
| Wykres                          |               |           |      |
|                                 |               |           |      |

## Lista startowa
| Team                 | Nr | Kierowca            |
| -------------------- | -- | ------------------- |
| DAMS                 | 1  | Marcus Ericsson     |
| DAMS                 | 2  | Stéphane Richelmi   |
| ART Grand Prix       | 3  | James Calado        |
| ART Grand Prix       | 4  | Daniel Abt          |
| Arden International  | 5  | Johnny Cecotto Jr.  |
| Arden International  | 6  | Mitch Evans         |
| Racing Engineering   | 7  | Julián Leal         |
| Racing Engineering   | 8  | Fabio Leimer        |
| Carlin               | 9  | Felipe Nasr         |
| Carlin               | 10 | Jolyon Palmer       |
| Russian Time         | 11 | Sam Bird            |
| Russian Time         | 12 | Tom Dillmann        |
| EQ8 Caterham Racing  | 14 | Sergio Canamasas    |
| EQ8 Caterham Racing  | 15 | Alexander Rossi     |
| Barwa Addax          | 16 | Jake Rosenzweig     |
| Barwa Addax          | 17 | Rio Haryanto        |
| Rapax                | 18 | Stefano Coletti     |
| Rapax                | 19 | Simon Trummer       |
| Trident Racing       | 20 | Nathanaël Berthon   |
| Trident Racing       | 21 | Kevin Ceccon        |
| Hilmer Motorsport    | 22 | Robin Frijns        |
| Hilmer Motorsport    | 23 | Jon Lancaster       |
| Venezuela GP Lazarus | 24 | René Binder         |
| Venezuela GP Lazarus | 25 | Fabrizio Crestani   |
| MP Motorsport        | 26 | Adrian Quaife-Hobbs |
| MP Motorsport        | 27 | Daniël de Jong      |

## Klasyfikacja po zakończeniu rundy

### Kierowcy
| P  | +/− | Kierowca            | Starty | Punkty | P1 | P2 | P3 | PP | NO | NS |
| -- | --- | ------------------- | ------ | ------ | -- | -- | -- | -- | -- | -- |
| 1  | 0   | Stefano Coletti     | 12     | 135    | 3  | 1  | 3  | 1  | 4  | –  |
| 2  | 0   | Felipe Nasr         | 12     | 108    | –  | 3  | 1  | –  | –  | 1  |
| 3  | 0   | Sam Bird            | 12     | 90     | 3  | –  | –  | –  | 2  | 1  |
| 4  | 0   | Fabio Leimer        | 12     | 88     | 2  | –  | 1  | 1  | –  | 1  |
| 5  | 0   | James Calado        | 12     | 84     | –  | 3  | 1  | –  | –  | 2  |
| 6  | 0   | Jon Lancaster       | 8      | 65     | 2  | –  | 1  | –  | 2  | –  |
| 7  | +4  | Stéphane Richelmi   | 12     | 47     | –  | 1  | –  | 1  | –  | 2  |
| 8  | −1  | Tom Dillmann        | 12     | 47     | –  | –  | 1  | –  | 1  | 1  |
| 9  | 0   | Robin Frijns        | 10     | 45     | 1  | 1  | –  | –  | –  | 3  |
| 10 | −2  | Jolyon Palmer       | 12     | 39     | –  | –  | –  | –  | –  | 2  |
| 11 | −1  | Mitch Evans         | 12     | 38     | –  | –  | 3  | –  | –  | 1  |
| 12 | +7  | Marcus Ericsson     | 12     | 36     | 1  | –  | –  | 2  | 1  | 4  |
| 13 | 0   | Alexander Rossi     | 10     | 32     | –  | –  | 1  | –  | –  | 1  |
| 14 | +1  | Johnny Cecotto Jr.  | 11     | 30     | –  | –  | –  | 1  | 1  | 2  |
| 15 | −3  | Kevin Ceccon        | 11     | 28     | –  | 1  | –  | –  | –  | 2  |
| 16 | −2  | Adrian Quaife-Hobbs | 12     | 23     | –  | 1  | –  | –  | –  | 2  |
| 17 | −1  | Julián Leal         | 12     | 22     | –  | –  | –  | –  | –  | 2  |
| 18 | −1  | Rio Haryanto        | 12     | 20     | –  | 1  | –  | –  | –  | 1  |
| 19 | −1  | René Binder         | 12     | 11     | –  | –  | –  | –  | –  | –  |
| 20 | 0   | Simon Trummer       | 12     | 8      | –  | –  | –  | –  | –  | –  |
| 21 | 0   | Daniel Abt          | 12     | 3      | –  | –  | –  | –  | –  | 2  |
| 22 | 0   | Conor Daly          | 2      | 2      | –  | –  | –  | –  | –  | –  |
| 23 | 0   | Daniël de Jong      | 12     | 1      | –  | –  | –  | –  | –  | 3  |
| 24 | 0   | Jake Rosenzweig     | 12     | 0      | –  | –  | –  | –  | –  | –  |
| 25 | 0   | Kevin Giovesi       | 8      | 0      | –  | –  | –  | –  | –  | 2  |
| 26 | 0   | Sergio Canamasas    | 12     | 0      | –  | –  | –  | –  | –  | 1  |
| 27 | +2  | Nathanaël Berthon   | 12     | 0      | –  | –  | –  | –  | –  | 4  |
| 28 | −1  | Pål Varhaug         | 4      | 0      | –  | –  | –  | –  | –  | 1  |
| 29 | −1  | Fabrizio Crestani   | 4      | 0      | –  | –  | –  | –  | –  | –  |
| 30 | 0   | Ma Qinghua          | 1      | 0      | –  | –  | –  | –  | –  | –  |
| P  | +/− | Kierowca            | Starty | Punkty | P1 | P2 | P3 | PP | NO | NS |

### Konstruktorzy
| P  | +/− | Konstruktor          | Starty | Punkty | P1 | P2 | P3 | PP | NO | NS |
| -- | --- | -------------------- | ------ | ------ | -- | -- | -- | -- | -- | -- |
| 1  | 0   | Carlin               | 24     | 147    | –  | 3  | 1  | –  | –  | 3  |
| 2  | +1  | Rapax                | 24     | 143    | 3  | 1  | 3  | 1  | 4  | –  |
| 3  | −1  | Russian Time         | 24     | 137    | 3  | –  | 1  | –  | 3  | 2  |
| 4  | +1  | Hilmer Motorsport    | 24     | 112    | 3  | 1  | 1  | –  | 2  | 4  |
| 5  | −1  | Racing Engineering   | 24     | 110    | 2  | –  | 1  | 1  | –  | 3  |
| 6  | +1  | ART Grand Prix       | 24     | 87     | –  | 3  | 1  | –  | 1  | 4  |
| 7  | +1  | DAMS                 | 24     | 83     | 1  | 1  | –  | 3  | 1  | 6  |
| 8  | −2  | Arden International  | 23     | 68     | –  | –  | 3  | 1  | 1  | 3  |
| 9  | +1  | Caterham Racing      | 23     | 32     | –  | –  | 1  | –  | –  | 2  |
| 10 | −1  | Trident Racing       | 23     | 28     | –  | 1  | –  | –  | –  | 6  |
| 11 | 0   | MP Motorsport        | 24     | 24     | –  | 2  | –  | –  | –  | 5  |
| 12 | 0   | Barwa Addax          | 24     | 20     | –  | 1  | –  | –  | –  | 1  |
| 13 | 0   | Venezuela GP Lazarus | 24     | 11     | –  | –  | –  | –  | –  | 3  |
| P  | +/− | Konstruktor          | Starty | Punkty | P1 | P2 | P3 | PP | NO | NS |